# Liste der Baudenkmäler in Altomünster

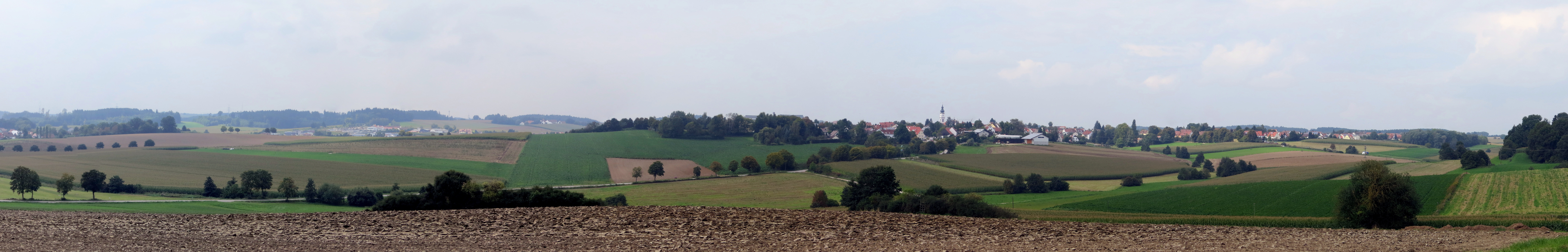
Panorama von Altomünster

Auf dieser Seite sind die Baudenkmäler in dem oberbayerischen Markt Altomünster zusammengestellt. Diese Tabelle ist eine Teilliste der Liste der Baudenkmäler in Bayern. Grundlage ist die Bayerische Denkmalliste, die auf Basis des Bayerischen Denkmalschutzgesetzes vom 1. Oktober 1973 erstmals erstellt wurde und seither durch das Bayerische Landesamt für Denkmalpflege geführt wird. Die folgenden Angaben ersetzen nicht die rechtsverbindliche Auskunft der Denkmalschutzbehörde.

## Ensembles

### Ensemble Ortskern Altomünster

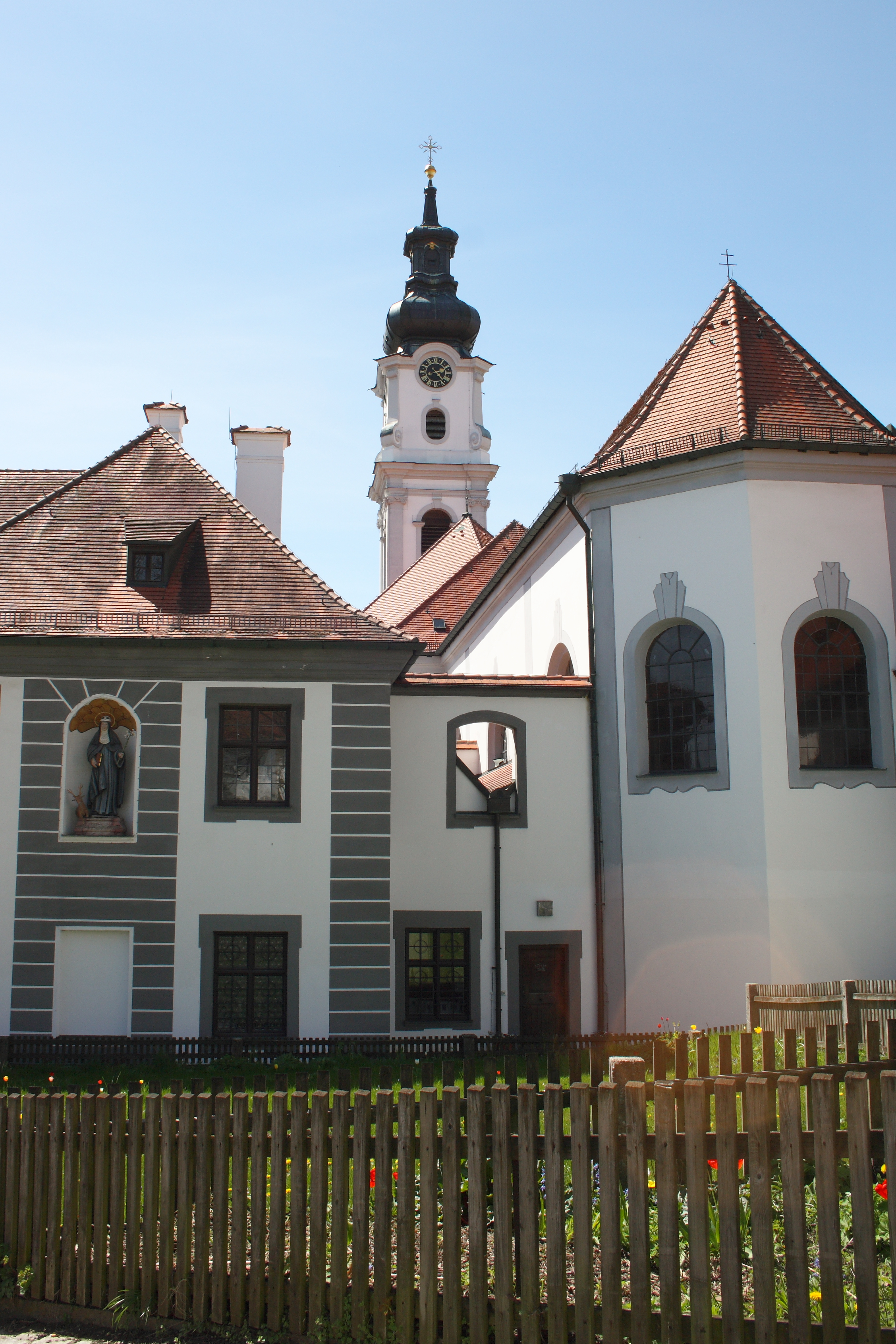

Das Ortsensemble Altomünster wird beherrscht von der im 18. Jahrhundert prägend überformten Klosterkirche St. Alto, die auf dem nach Westen ansteigenden Gelände errichtet ist und auf beiden Seiten sowie im Osten von den Klostergebäuden umgeben wird.
Die Kirche ist der Überlieferung nach eine Gründung des hl. Alto, dessen Persönlichkeit um die Mitte des 8. Jahrhunderts greifbar wird. Das dazu gestiftete Kloster wurde zunächst durch den Orden der Benediktiner besetzt, dann ging es an Benediktinerinnen und wurde nach Verfall 1497 unter Herzog Georg den Reichen von Landshut-Niederbayern als Doppelkloster des Brigittenordens neu gegründet. Die Abwicklung dieser Neugründung lag in Händen des herzoglichen Rates Wolfgang von Sandizell.
Nach Verwüstungen durch den Dreißigjährigen Krieg errichtete man das Herrenkloster ab 1723 neu, die Klosterkirche wurde unter Johann Michael Fischer († 1766) und seinem Palier zwischen 1763 und 1773 umgebaut; auch an der Ausstattung beteiligten sich namhafte Künstler.
Während der Säkularisation in Bayern 1803 nahezu ausgelöscht, konnte das Kloster 1841 wieder von den Brigittinen übernommen werden. Heute ist es das einzige noch bestehende Kloster dieses Ordens. Den Klostergebäuden ordnen sich in der Senke an einer U-förmig um den Konvent geführten Straße Gasthöfe, Bürger- und Geschäftshäuser des 17. /18. Jahrhunderts unter. Westlich des Klosters dokumentiert eine von stattlichen verputzten Walmdachgebäuden umgebene platzartige Anlage (Marktplatz) die Bedeutung Altomünsters auch als Marktflecken, der bereits im 14. Jahrhundert erste Privilegien erhalten hat.
Aktennummer: E-1-74-111-1

## Baudenkmäler nach Ortsteilen

### Altomünster
| Lage | Objekt                                        | Beschreibung | Akten-Nr.              | Bild |
| --- | --------------------------------------------- | --- | ---------------------- | --- |
| Altograben; Altoforst (Standort) | St. Alto-Statue und Quelle                    | 1877 Detailliertere Beschreibung: | D-1-74-111-35 Wikidata | weitere Bilder |
| An der Klostermauer 6 (Standort) | Haustafel                                     | Mit Sinnspruch, 1799 | D-1-74-111-6 Wikidata  | weitere Bilder |
| An der Schwemme 11 (Standort) | Bauernhaus                                    | Mit angehobener Traufe über der Tenne, Mitte 19. Jahrhundert | D-1-74-111-8 Wikidata  | weitere Bilder |
| Faberweg 4 (Standort) | Ehemaliges Kleinbauernhaus mit Giebelschulter | Mitte 19. Jahrhundert | D-1-74-111-9 Wikidata  | BW |
| Friedhofstraße 18 (Standort) | Friedhof                                      | Anlage um 1860/70, umgeben mit einer verputzten Ziegelmauer auf Süd- und Westseite Über dem Eingang gemauerter Bogen mit Satteldach | D-1-74-111-92 Wikidata | weitere Bilder |
| Halmsrieder Straße 37, daneben (Standort) | Kapellenbildstock                             | Neugotisch | D-1-74-111-10 Wikidata | weitere Bilder |
| Herzog-Georg-Straße 3 und 5 (Standort) | Satteldachbau                                 | Um 1800 über älterem Kern Zweiflügelige Haustür, um 1800 dazugehörende Hofgebäude | D-1-74-111-11 Wikidata | weitere Bilder |
| Herzog-Georg-Straße 4 (Standort) | Wappenstein am Haus                           | Bezeichnet mit „1805“ | D-1-74-111-12 Wikidata | weitere Bilder |
| Herzog-Georg-Straße 10 (Standort) | Wohnhaus                                      | Um 1900 | D-1-74-111-14 Wikidata | weitere Bilder |
| Jörgerring 8 (Standort) | Loretokapelle                                 | 1737; Umbau zur Kriegergedächtniskapelle 1921 Friedhofsanlage mit 82 schmiedeeisernen Grabkreuzen (17.–19. Jahrhundert) und 12 steinernen Grabdenkmälern des 19. Jahrhunderts | D-1-74-111-15 Wikidata | weitere Bilder |
| Kellerbergstraße 2 (Standort) | Ehemaliges Klosterrichterhaus                 | 1716 | D-1-74-111-16 Wikidata | weitere Bilder |
| Kirchenstraße (Standort) | Kriegerdenkmal                                | 1876 | D-1-74-111-27 Wikidata | weitere Bilder |
| Marktplatz (Standort) | Marktbrunnen                                  | 1878 | D-1-74-111-4 Wikidata  | weitere Bilder |
| Marktplatz 2 (Standort) | Brauereigasthof Maierbräu                     | Zweigeschossiger Traufseitbau mit Satteldach und Putzgliederung, errichtet 1838, mit Ausstattung, bezeichnet mit „1931“ | D-1-74-111-2           | weitere Bilder |
| Nerbstraße 6 (Standort) | Bürgerhaus mit Hängeerker                     | 18. Jahrhundert | D-1-74-111-19 Wikidata | Bürgerhaus mit Hängeerker                                                                                          |
| Nerbstraße 8 (Standort) | Brauereigasthof Kapplerbräu                   | 17./18. Jahrhundert; geschweifter Giebel, drei Bodenerker Schmiedeeiserner Ausleger, bezeichnet mit „1849“; Dazugehörend Stadel im Süden und Osten des Hofes, 18. Jahrhundert Saalbau, Walmdachgebäude, heimatgebundener Jugendstil mit Bühne und vorgelegter Freitreppe, um 1910 | D-1-74-111-20 Wikidata | weitere Bilder |
| Nerbstraße 44; Nähe Nerbstraße (Standort) | Bauernhaus                                    | Mit gestuften Giebelschultern, erste Hälfte 19. Jahrhundert Gegenüber Stall mit Dachauer Haustafel, Mitte 19. Jahrhundert | D-1-74-111-21 Wikidata | weitere Bilder |
| Nißlgasse 4 (Standort) | Ehemaliges Nißl`sches Benefizium              | Walmdachbau, erste Hälfte 18. Jahrhundert | D-1-74-111-22 Wikidata | weitere Bilder |
| Pipinsrieder Straße 27 (Standort) | Alter Wohnteil eines ehemaligen Bauernhauses  | Mit weitem Dachüberstand, im Kern 1662 (dendrochronologisch datiert), später verändert | D-1-74-111-23 Wikidata | weitere Bilder |
| Sandizellergasse 1; Sankt-Birgittenhof 1 (Standort)                                                                                              | Klostertrakte                                 | 16. bis 18. Jahrhundert, Frauenkonvent, erweitert 1590, Herrenkonvent 1723/29 von Johann Mayr dem Jüngeren, erweitert 1923 bis 1933; siehe auch Sandizeller Gasse 1, siehe Ortsensemble Altomünster                                                                               | D-1-74-111-28 Wikidata | [[Vorlage:Bilderwunsch/code!/C:48.38785,11.2577!/D:Sandizellergasse 1; Sankt-Birgittenhof 1, Klostertrakte!/\|BW]] |
| Sandizellergasse 9, Schultreppe 2, Schultreppe 4, Sankt-Birgittenhof 14 (Standort)                                                               | Teil einer Häuserzeile                        | 18./19. Jahrhundert im Charakter einer Ortsbefestigung; zusammen mit St. Birgittenhof 14 und Schultreppe 2, 4 | D-1-74-111-24 Wikidata | weitere Bilder |
| Schultreppe 2 (Standort) | Teil einer Häuserzeile                        | 17./19. Jahrhundert, im Charakter einer Ortsbefestigung; zusammen mit Sandizeller Gasse 9, St. Birgittenhof 14, Schultreppe 4. | D-1-74-111-32 Wikidata | BW |
| Schultreppe 4 (Standort) | Teil einer Häuserzeile                        | 1778 erbaut, 1797 und 1896 verändert, im Charakter einer Ortsbefestigung; zusammen mit Sandizeller Gasse 9, St. Birgittenhof 14, Schultreppe 2 | D-1-74-111-33 Wikidata | weitere Bilder |
| Sankt-Altohof 1, 3 und 7, Herzog-Georg-Straße 2, 4 und 6, Kirchenstraße 1, 3, 5, 7, 15, 17 und 19, Marktplatz 7, Nißlgasse 1, 4 und 5 (Standort) | Ehemaliger Klosterstadel                      | Großer Bau mit Schopfwalmdach, 17./18. Jahrhundert über der Nordwestecke der Klostermauer errichtet | D-1-74-111-90 Wikidata | weitere Bilder |
| Sankt-Altohof 2 (Standort) | Ehemalige Klosterbibliothek mit Altobrunnen   | 1669 | D-1-74-111-25 Wikidata | Ehemalige Klosterbibliothek mit Altobrunnen                                                                        |
| Sankt-Altohof 4 (Standort) | Ehemaliges Bürgerhaus                         | 1692 | D-1-74-111-26 Wikidata | Ehemaliges Bürgerhaus                                                                                              |
| Sankt-Altohof 6 (Standort) | Klosterkirche St. Alto und St. Birgitta       | 1763/73, von Johann Michael Fischer, vollendet von Balthasar Trischberger, über älterem Kern; mit Ausstattung | D-1-74-111-1 Wikidata  | weitere Bilder |
| Sankt-Birgittenhof 3 (Standort) | Ehemaliges Kaplanhaus                         | An den Herrenchor angeschlossener Bau des 17. /18. Jahrhundert; Teil der Klosteranlage | D-1-74-111-87 Wikidata | Ehemaliges Kaplanhaus                                                                                              |
| Sankt-Birgittenhof 5 (Standort) | Ehemalige Klostergärtnerei                    | Satteldachbau 17./18. Jahrhundert, Teil des Klosters | D-1-74-111-88 Wikidata | Ehemalige Klostergärtnerei                                                                                         |
| Sankt-Birgittenhof 7 (Standort) | Klosterökonomie                               | Satteldachbau 17./18. Jahrhundert, Teil des Klosters | D-1-74-111-89 Wikidata | weitere Bilder |
| Sankt-Birgittenhof 7, im Norden und Westen des Klosterareals und Pfarrhofes (Standort)                                                           | Klostermauer                                  | Hohe Ziegelmauer, teilweise der Hangabfangung dienend, 17./18. Jahrhundert; siehe auch Ortsensemble Altomünster | D-1-74-111-91 Wikidata | weitere Bilder |
| Sankt-Birgittenhof 9 (Standort) | Ehemaliges Bischofshaus, jetzt Pfarrhof       | 1690 Über dem Eingang Heiligenbüste und zwei weibliche Heilige, spätgotisch | D-1-74-111-29 Wikidata | weitere Bilder |
| Sankt-Birgittenhof 12, neben dem Durchgang (Standort)                                                                                            | Inschrifttafel                                | 1804 | D-1-74-111-30 Wikidata | Inschrifttafel |
| Altomünster Sankt-Birgittenhof 14 (Standort) | Teil einer Häuserzeile                        | 17./19. Jahrhundert, im Charakter einer Ortsbefestigung; zusammen mit Sandizeller Gasse 9, Schultreppe 2, 4 | D-1-74-111-31          | BW |
| Taschnerweg 6 (Standort) | Bäuerliches Wohnhaus                          | Mit Zwerchhaus über der traufseitigen Erschließung, erbaut 1901 | D-1-74-111-83 Wikidata | BW |
| Zum Kalvarienberg 60 (Standort) | Kalvarienbergkapelle mit Kreuzwegstationen    | Zweite Hälfte 18. Jahrhundert, Vorbau um 1860, Treppe und Stationen 20. Jahrhundert; insgesamt 1993 erneuert | D-1-74-111-34 Wikidata | weitere Bilder |

### Hohenzell
| Lage                                | Objekt                              | Beschreibung | Akten-Nr.              | Bild           |
| ----------------------------------- | ----------------------------------- | --- | ---------------------- | -------------- |
| Hopfenweg 6 (Standort)              | Gasthaus                            | Zweigeschossiger Satteldachbau mit Putzgliederung, um 1900 | D-1-74-111-44 Wikidata | Gasthaus       |
| Pfarrer-Marz-Weg 5 (Standort)       | Katholische Pfarrkirche St. Stephan | Einschiffiger Bau mit eingezogenem, fünfseitig geschlossenem Chor, im nördlichen Winkel Turm mit Oktogon und Zwiebelhaube, Chor 15. Jahrhundert, Langhaus 1926, Turm 1927; mit Ausstattung | D-1-74-111-42          | weitere Bilder |
| Sankt-Stephanus-Straße 9 (Standort) | Pfarrhaus                           | Lisenengegliederter, zweigeschossiger Satteldachbau mit übergiebeltem Eingangsrisalit und Treppenfriesen, zweite Hälfte 19. Jahrhundert                                                    | D-1-74-111-43 Wikidata | Pfarrhaus      |

### Oberzeitlbach
| Lage                                                                | Objekt                                     | Beschreibung | Akten-Nr.              | Bild           |
| ------------------------------------------------------------------- | ------------------------------------------ | --- | ---------------------- | -------------- |
| Dachauer Straße 2 (Standort)                                        | Ehemaliges Schulhaus                       | Stattliches zweiflügeliges Gebäude zu drei Geschossen mit Walmdach beziehungsweise Schopfwalmdach und geschwungenem Zwerchgiebel, 1905 durch Sigmund Hagl errichtet                                                                                           | D-1-74-111-93 Wikidata | weitere Bilder |
| Dachauer Straße 5 (Standort)                                        | Gasthaus Gattinger                         | Zweigeschossiger Walmdachbau mit Bodenerker, im Kern zweite Hälfte 17. Jahrhundert | D-1-74-111-51 Wikidata | weitere Bilder |
| Dorfstraße 8 (Standort)                                             | Katholische Filialkirche Mariä Himmelfahrt | Saalbau mit eingezogenem, fünfseitig geschlossenem Chor und Turm im nördlichen Winkel, Chor und Turmunterbau 15. Jahrhundert, Langhaus und Turmoktogon 1613, Umgestaltung um 1730, Spitzhelm des Turms 1864, Erweiterung nach Westen 1947/48; mit Ausstattung | D-1-74-111-50 Wikidata | weitere Bilder |
| Nähe Dachauer Straße, an der Abzweigung nach Altomünster (Standort) | Wegweiser                                  | Gusseisen, um 1870; an der Abzweigung nach Altomünster | D-1-74-111-54 Wikidata | weitere Bilder |
| Oberndorfer Straße 3, im Hof (Standort)                             | Taubenhaus                                 | 19./20. Jahrhundert | D-1-74-111-53 Wikidata | weitere Bilder |

### Pipinsried
| Lage                                                        | Objekt                                    | Beschreibung | Akten-Nr.               | Bild           |
| ----------------------------------------------------------- | ----------------------------------------- | --- | ----------------------- | -------------- |
| Flurbereich Gemeindeteile (südöstlich des Ortes) (Standort) | Katholische Wallfahrtskirche St. Wolfgang | Einschiffiger, lisenen- und pilastergegliederter Bau mit halbrundem Schluss, 1693 ff. durch Hans Maurer errichtet; mit Ausstattung; Kreuzwegstationen, wohl zweite Hälfte 19. Jahrhundert                                          | D-1-74-111-60 Wikidata  | weitere Bilder |
| Nähe Pfarrstraße (Standort)                                 | Katholische Pfarrkirche St. Dionysius     | Einschiffig mit nicht eingezogenem, fünfseitig geschlossenem Chor, an der Nordseite Satteldachturm mit Treppengiebeln, Chor und Turm im Kern spätgotisch, Langhaus 1729 ff., 1908 Umgestaltung; mit Ausstattung                    | D-1-74-111-58           | weitere Bilder |
| Pfarrstraße (Standort)                                      | Kriegerdenkmal mit Patrona Bavariae       | 1920 | D-1-74-111-111 Wikidata | weitere Bilder |
| Pfarrstraße 11; Pfarrstraße 9 (Standort)                    | Pfarrhof                                  | Bestehend aus dem Pfarrhaus, einem zweigeschossigen Walmdachbau von 1911 sowie einem ehemaligen Pferdestall aus der zweiten Hälfte des 19. Jahrhunderts und einer Remise wohl des 18. Jahrhunderts beiderseits des weiten Hofraums | D-1-74-111-94 Wikidata  | weitere Bilder |

### Wollomoos
| Lage                          | Objekt                                   | Beschreibung | Akten-Nr.              | Bild           |
| ----------------------------- | ---------------------------------------- | --- | ---------------------- | -------------- |
| Raiffeisenstraße 6 (Standort) | Ehemaliges Austragshaus                  | Erdgeschossig mit hohem Kniestock, zierlicher Fassadengliederung und Satteldach, nach 1860 errichtet | D-1-74-111-82          | weitere Bilder |
| Talstraße 4 (Standort)        | Katholische Pfarrkirche St. Bartholomäus | Saalbau mit eingezogenem, dreiseitig geschlossenem Chor, im nördlichen Winkel Turm mit Oktogon und Zwiebelhaube, im Kern spätgotisch, 1694 erneuert und erweitert, um 1720/30 barockisiert, 1895 in neubarocken Formen umgestaltet, Turm 1792; mit Ausstattung | D-1-74-111-81          | weitere Bilder |
| Talstraße 11 (Standort)       | Wohnhaus                                 | Zweigeschossiger Satteldachbau mit Ecklisenen und Gesimsgliederung, nach 1900 | D-1-74-111-84 Wikidata | weitere Bilder |

### Weitere Ortsteile
| Lage                                                                | Objekt                                           | Beschreibung | Akten-Nr.               | Bild                              |
| ------------------------------------------------------------------- | ------------------------------------------------ | --- | ----------------------- | --------------------------------- |
| Arnberg Arnberg 2 (Standort)                                        | Hofkapelle                                       | Einschiffig mit halbrundem Schluss und Giebelreiter, wohl Ende 17. Jahrhundert; mit Ausstattung | D-1-74-111-36 Wikidata  | Hofkapelle                        |
| Asbach Schäfflerweg 2 (Standort)                                    | Katholische Kapelle Heilig Kreuz                 | Einschiffig mit eingezogenem, halbrundem Schluss und Giebelreiter, 1654 errichtet, Turm um 1903 erneuert; mit Ausstattung                                                                                               | D-1-74-111-37 Wikidata  | Katholische Kapelle Heilig Kreuz  |
| Deutenhofen Deutenhofen 5 (Standort)                                | Vierseithof, östlich Wohnhaus                    | Erdgeschossiger Satteldachbau, an den übrigen Seiten lang gestreckte Ökonomiegebäude, Ende 19. Jahrhundert | D-1-74-111-38 Wikidata  | BW                                |
| Haag Haag 6 (Standort)                                              | Katholische Filialkirche St. Margaretha          | Einschiffiger Bau mit eingezogenem, dreiseitig geschlossenem Chor, im nördlichen Winkel Satteldachturm mit Treppengiebeln, im Kern spätgotisch, 1874 erweitert; mit Ausstattung                                         | D-1-74-111-39           | weitere Bilder                    |
| Halmsried Deinlwiesen, am östlichen Ortsrand (Standort)             | Katholische Marienkapelle                        | Einschiffiger, lisenengegliederter Bau mit dreiseitigem Schluss, Giebelreiter mit Oktogon und Spitzhelm, 1872 erbaut; mit Ausstattung                                                                                   | D-1-74-111-40           | weitere Bilder                    |
| Humersberg In Humersberg (Standort)                                 | Marienkapelle                                    | Einschiffig mit dreiseitigem Schluss und oktogonalem Dachreiter, nach 1860 errichtet | D-1-74-111-108 Wikidata | Marienkapelle                     |
| Irchenbrunn Hohenzeller Straße 20 (Standort)                        | Katholische Dreifaltigkeitskapelle               | Einschiffig mit dreiseitigem Schluss, Eingangsturm mit Oktogon und Zwiebelhaube, wohl 18. Jahrhundert, Turm 1931; mit Ausstattung                                                                                       | D-1-74-111-46 Wikidata  | weitere Bilder                    |
| Kiemertshofen Sankt-Nikolaus-Straße 6 (Standort)                    | Katholische Filialkirche St. Nikolaus            | Saalbau mit nicht eingezogenem, dreiseitig geschlossenem Chor und Satteldachturm im nördlichen Winkel, Chor und Turm 15. Jahrhundert, Langhaus 17./18. Jahrhundert; mit Ausstattung                                     | D-1-74-111-47           | weitere Bilder                    |
| Lauterbach In Lauterbach; Lauterbach 1 (Standort)                   | Katholische Filialkirche St. Alban               | Saalbau mit eingezogenem, dreiseitig geschlossenem Chor, im nördlichen Winkel Turm mit Oktogon und Zwiebelhaube, im Kern romanisch (um 1020?), Chor 15. Jahrhundert, Langhaus und Umgestaltung um 1765; mit Ausstattung | D-1-74-111-48 Wikidata  | weitere Bilder                    |
| Oberndorf In Oberndorf (Standort)                                   | Katholische Marienkapelle                        | Enschiffig mit eingezogenem, dreiseitig geschlossenem Chor und Giebelreiter, 18. Jahrhundert (um 1745?); mit Ausstattung                                                                                                | D-1-74-111-49 Wikidata  | Katholische Marienkapelle         |
| Ottelsburg Anger (Standort)                                         | Denkmal                                          | Stein, vierseitiges Gehäuse mit Kreuz auf gedrehter Säule, 1890 | D-1-74-111-110 Wikidata | Denkmal                           |
| Pfaffenhofen Laurentiusstraße 9 (Standort)                          | Katholische Filialkirche St. Laurentius          | Einschiffig mit stark eingezogenem Rechteckchor, südöstlich am Langhaus schlanker Turm mit Zeltdach, im Kern 13. Jahrhundert, um 1650 umgestaltet; mit Ausstattung                                                      | D-1-74-111-56 Wikidata  | weitere Bilder                    |
| Plixenried Plixenried 38 (Standort)                                 | Katholische Kapelle St. Benedikt und Scholastika | Rechteckbau mit quadratischem Giebelreiter, 1852/55 errichtet | D-1-74-111-62 Wikidata  | weitere Bilder                    |
| Radenzhofen Nähe Radenzhofen (Standort)                             | Kapelle                                          | Einschiffig mit eingezogenem, dreiseitig geschlossenem Chor, Giebelreiter mit Oktogon und geknicktem Spitzhelm, 1883 erbaut                                                                                             | D-1-74-111-64 Wikidata  | Kapelle                           |
| Randelsried Kirchbergstraße 9 (Standort)                            | Katholische Pfarrkirche St. Peter und Paul       | Saalbau mit eingezogenem, dreiseitig geschlossenem Chor und Satteldachturm im nördlichen Winkel, im Kern romanisch, im 15. Jahrhundert und 1843 verändert, Turm 1849 erneuert; mit Ausstattung                          | D-1-74-111-65           | weitere Bilder                    |
| Randelsried Kirchbergstraße 12 (Standort)                           | Pfarrhaus                                        | Zweigeschossig mit Satteldach, Ende 19. Jahrhundert | D-1-74-111-66 Wikidata  | Pfarrhaus                         |
| Reichertshausen Reichertshausen 2 (Standort)                        | Ehemaliges Kleinbauernhaus                       | Erdgeschossig mit weit überstehendem Satteldach, Anfang 19. Jahrhundert | D-1-74-111-68 Wikidata  | BW                                |
| Reichertshausen Reichertshausen 3 (Standort)                        | Lourdeskapelle                                   | Einschiffig mit eingezogenem, halbrund geschlossenem Chor, Giebelreiter mit geknicktem Spitzhelm, 1901 erbaut; mit Ausstattung                                                                                          | D-1-74-111-67 Wikidata  | weitere Bilder                    |
| Rudersberg Rudersberg 4 (Standort)                                  | Katholische Hofkapelle St. Maria                 | Saalbau mit dreiseitigem Schluss, Giebelreiter mit Oktogon und Spitzhelm, 1864/65 in neugotischen Formen errichtet; mit Ausstattung                                                                                     | D-1-74-111-69           | weitere Bilder                    |
| Schauerschorn Nähe Schauerschorn (Standort)                         | Katholische Kapelle St. Maria                    | Neubarocker Bau mit eingezogenem, halbrundem Chor und Giebelreiter, 1905 errichtet; mit Ausstattung | D-1-74-111-70           | weitere Bilder                    |
| Schern Ottelsburg 4 (Standort)                                      | Kleinbauernhaus                                  | Erdgeschossiger Satteldachbau, Mitte 19. Jahrhundert | D-1-74-111-55 Wikidata  | BW                                |
| Schielach Nähe Schielach; Von Thalhausen nach Rudersberg (Standort) | Wegkreuz                                         | Bezeichnet mit „1878“ | D-1-74-111-109 Wikidata | Wegkreuz                          |
| Schmarnzell Nähe Schmarnzell (Standort)                             | Katholische Kapelle Herz Jesu                    | Einschiffig mit zweiseitigem Schluss und Giebelreiter, 1959 erbaut; mit Ausstattung | D-1-74-111-72 Wikidata  | weitere Bilder                    |
| Stumpfenbach Sankt-Ulrich-Straße 10 (Standort)                      | Katholische Kapelle St. Ulrich                   | Neugotischer, von Strebepfeilern umgebener Saalbau mit eingezogenem, dreiseitig geschlossenem Chor, Fassadenturm mit Spitzhelm, 1887 errichtet                                                                          | D-1-74-111-73           | weitere Bilder                    |
| Thalhausen Nähe Am Mühlberg (Standort)                              | Katholische Pfarrkirche St. Georg                | Neuromanischer Saalbau mit eingezogenem, halbrundem Chor und Turm im nördlichen Winkel, 1895 nach Plänen von Karl Kober errichtet; mit Ausstattung                                                                      | D-1-74-111-76           | Katholische Pfarrkirche St. Georg |
| Thalhausen Sankt-Georg-Straße 8 (Standort)                          | Ehemaliges Schulhaus                             | Zweigeschossiger Walmdachbau, 1907 Zugehöriges erdgeschossiges Nebengebäude mit Satteldach, gleichzeitig | D-1-74-111-77 Wikidata  | BW                                |
| Übelmanna Nähe Übelmanna (Standort)                                 | Katholische Marienkapelle                        | Einschiffig mit zweiseitigem Schluss und Giebelreiter, wohl 1677 errichtet; mit Ausstattung | D-1-74-111-79 Wikidata  | BW                                |
| Unterzeitlbach Hauptstraße 16 (Standort)                            | Katholische Kapelle St. Sebastian                | Einschiffig mit dreiseitigem Schluss, wuchtiger Giebelreiter mit Spitzhelm zwischen Dreiecksgiebeln, 1848/49 erbaut, 1890 verändert; mit Ausstattung                                                                    | D-1-74-111-80           | BW                                |

## Ehemalige Baudenkmäler
In diesem Abschnitt sind Objekte aufgeführt, die früher einmal in der Denkmalliste eingetragen waren, jetzt aber nicht mehr. Objekte, die in anderem Zusammenhang also z. B. als Teil eines Baudenkmals weiter eingetragen sind, sollen hier nicht aufgeführt werden. Aktennummern in diesem Abschnitt sind ehemalige, jetzt nicht mehr gültige Aktennummern.

| Lage                                         | Objekt             | Beschreibung                                                                                               | Akten-Nr.              | Bild            |
| -------------------------------------------- | ------------------ | --- | ---------------------- | --------------- |
| Altomünster Marktplatz 3 (Standort)          | Gasthaus Herzog    | Zweigeschossiger Satteldachbau in städtebaulich markantem Zusammenhang am Marktplatz, Ende 18. Jahrhundert | D-1-74-111-86 Wikidata | Gasthaus Herzog |
| Hohenried Hohenried 1 (Standort)             | Taubenhaus         | Im Hof Taubenhaus, 19./20. Jahrhundert                                                                     | D-1-74-111-41 Wikidata | Taubenhaus      |
| Plixenried Plixenried 28 (Standort)          | Dachauer Haustafel | Mitte 19. Jahrhundert                                                                                      | D-1-74-111-63 Wikidata | BW              |
| Stumpfenbach Zeitlbacher Straße 1 (Standort) | Dachauer Haustafel | Neben der Haustür, Mitte 19. Jahrhundert                                                                   | D-1-74-111-74 Wikidata | BW              |
| Teufelsberg Teufelsberg 1 (Standort)         | Hofkapelle         | Klein; 1958 erbaut                                                                                         | D-1-74-111-75 Wikidata | BW              |

## Abgegangene Baudenkmäler
In diesem Abschnitt sind Objekte aufgeführt, die früher einmal in der Denkmalliste eingetragen waren, jetzt aber nicht mehr existieren, z. B. weil sie abgebrochen wurden. Aktennummern in diesem Abschnitt sind ehemalige, jetzt nicht mehr gültige Aktennummern.

| Lage                                       | Objekt                    | Beschreibung                | Akten-Nr.              | Bild |
| ------------------------------------------ | ------------------------- | --------------------------- | ---------------------- | ---- |
| Altomünster Kellerbergstraße 23 (Standort) | Bauernhaus mit Bodenerker | Kern Anfang 19. Jahrhundert | D-1-74-111-17 Wikidata | BW   |